# Nuoto ai campionati europei di nuoto 2018 - 200 metri rana maschili
La specialità dei 200 metri rana maschili dei campionati europei di nuoto 2018 si è svolta il 5 e 6 agosto 2018, presso il Tollcross International Swimming Centre di Glasgow, nel Regno Unito.

## Podio
| Pos.    | Atleta       | Nazione       |
| ------- | ------------ | ------------- |
| Oro     | Anton Čupkov | Russia        |
| Argento | James Wilby  | Gran Bretagna |
| Bronzo  | Luca Pizzini | Italia        |

## Record
Prima della manifestazione il record del mondo (RM), il record europeo (EU) e il record dei campionati (RC) erano i seguenti:
| Record mondiale       | 2'06"67 | Ippei Watanabe | 29 gennaio 2017 Tokyo   |
| Record europeo        | 2'06"96 | Anton Čupkov   | 28 luglio 2017 Budapest |
| Record dei campionati | 2'07"47 | Marco Koch     | 21 agosto 2014 Berlino  |

## Risultati

### Batterie
| Pos. | Batteria | Corsia | Atleta                | Nazionalità   | Tempo   | Note |
| ---- | -------- | ------ | --------------------- | ------------- | ------- | ---- |
| 1    | 4        | 4      | Anton Čupkov          | Russia        | 2'07"70 | Q    |
| 2    | 4        | 5      | Kirill Prigoda        | Russia        | 2'08"91 | Q    |
| 3    | 3        | 5      | Ilya Khomenko         | Russia        | 2'09"63 |      |
| 4    | 4        | 3      | Luca Pizzini          | Italia        | 2'10"18 | Q    |
| 5    | 3        | 4      | Ross Murdoch          | Gran Bretagna | 2'10"30 | Q    |
| 6    | 2        | 4      | James Wilby           | Gran Bretagna | 2'10"81 | Q    |
| 7    | 2        | 5      | Arno Kamminga         | Paesi Bassi   | 2'10"82 | Q    |
| 8    | 3        | 2      | Darragh Greene        | Irlanda       | 2'11"22 | Q    |
| 9    | 3        | 3      | Mikhail Dorinov       | Russia        | 2'11"29 |      |
| 10   | 4        | 2      | Matti Mattsson        | Finlandia     | 2'11"44 | Q    |
| 11   | 2        | 0      | Mykyta Koptyelov      | Ucraina       | 2'11"50 | Q    |
| 12   | 4        | 1      | Andrius Šidlauskas    | Lituania      | 2'11"52 | Q    |
| 13   | 3        | 1      | Valentin Bayer        | Austria       | 2'11"73 | Q    |
| 14   | 2        | 2      | Dávid Horváth         | Ungheria      | 2'11"85 | Q    |
| 15   | 2        | 3      | Erik Persson          | Svezia        | 2'12"43 | Q    |
| 16   | 2        | 1      | Jacques Laeuffer      | Svizzera      | 2'12"57 | Q    |
| 17   | 2        | 7      | Christopher Rothbauer | Austria       | 2'12"61 | Q    |
| 18   | 3        | 7      | Bartłomiej Roguski    | Polonia       | 2'12"69 | Q    |
| 19   | 2        | 6      | Max Pilger            | Germania      | 2'12"84 |      |
| 20   | 4        | 6      | Giedrius Titenis      | Lituania      | 2'13"16 |      |
| 21   | 3        | 6      | Yannick Käser         | Svizzera      | 2'13"66 |      |
| 22   | 4        | 7      | Il'ja Šymanovič       | Bielorussia   | 2'13"85 |      |
| 23   | 4        | 0      | Martin Allikvee       | Estonia       | 2'13"93 |      |
| 24   | 2        | 9      | Ivan Strilets         | Ucraina       | 2'13"94 |      |
| 25   | 4        | 8      | Filip Chrápavý        | Rep. Ceca     | 2'13"99 |      |
| 26   | 3        | 9      | Tomáš Klobučník       | Slovacchia    | 2'14"04 |      |
| 27   | 3        | 0      | Lyubomir Epitropov    | Bulgaria      | 2'14"20 |      |
| 28   | 2        | 8      | Johannes Dietrich     | Austria       | 2'14"30 |      |
| 29   | 3        | 8      | Daniils Bobrovs       | Lettonia      | 2'14"69 |      |
| 30   | 1        | 4      | Tomas Veloso          | Portogallo    | 2'15"95 |      |
| 31   | 1        | 3      | Lachezar Shumkov      | Bulgaria      | 2'17"22 |      |
| 32   | 1        | 2      | Jozef Beňo            | Slovacchia    | 2'18"33 |      |

### Semifinali
| Pos. | Semifinale | Corsia | Nome                  | Nazionalità   | Tempo   | Note |
| ---- | ---------- | ------ | --------------------- | ------------- | ------- | ---- |
| 1    | 2          | 4      | Anton Čupkov          | Russia        | 2'07"95 | Q    |
| 2    | 2          | 5      | Luca Pizzini          | Italia        | 2'08"52 | Q    |
| 3    | 1          | 5      | Ross Murdoch          | Gran Bretagna | 2'08"57 | Q    |
| 4    | 1          | 4      | Kirill Prigoda        | Russia        | 2'08"63 | Q    |
| 5    | 2          | 3      | James Wilby           | Gran Bretagna | 2'09"59 | Q    |
| 6    | 2          | 1      | Erik Persson          | Svezia        | 2'09"84 | Q    |
| 7    | 1          | 3      | Arno Kamminga         | Paesi Bassi   | 2'10"00 | Q    |
| 8    | 1          | 2      | Andrius Šidlauskas    | Lituania      | 2'10"12 | Q    |
| 9    | 1          | 6      | Matti Mattsson        | Finlandia     | 2'10"19 |      |
| 10   | 2          | 2      | Mykyta Koptyelov      | Ucraina       | 2'10"41 |      |
| 11   | 1          | 7      | Dávid Horváth         | Ungheria      | 2'10"70 |      |
| 12   | 1          | 8      | Bartłomiej Roguski    | Polonia       | 2'11"32 |      |
| 13   | 2          | 6      | Darragh Greene        | Irlanda       | 2'11"36 |      |
| 14   | 2          | 7      | Valentin Bayer        | Austria       | 2'12"33 |      |
| 15   | 2          | 8      | Christopher Rothbauer | Austria       | 2'12"44 |      |
| 15   | 1          | 1      | Jacques Laeuffer      | Svizzera      | 2'12"44 |      |

### Finale
| Pos. | Corsia | Atleta             | Nazionalità   | Tempo   | Note |
| ---- | ------ | ------------------ | ------------- | ------- | ---- |
|      | 4      | Anton Čupkov       | Russia        | 2'06"80 |      |
|      | 2      | James Wilby        | Gran Bretagna | 2'08"39 |      |
|      | 5      | Luca Pizzini       | Italia        | 2'08"54 |      |
| 4    | 3      | Ross Murdoch       | Gran Bretagna | 2'08"55 |      |
| 5    | 6      | Kirill Prigoda     | Russia        | 2'08"77 |      |
| 6    | 8      | Andrius Šidlauskas | Lituania      | 2'09"71 |      |
| 7    | 1      | Arno Kamminga      | Paesi Bassi   | 2'09"87 |      |
| 8    | 7      | Erik Persson       | Svezia        | 2'10"25 |      |